# V3961 Sagittarii

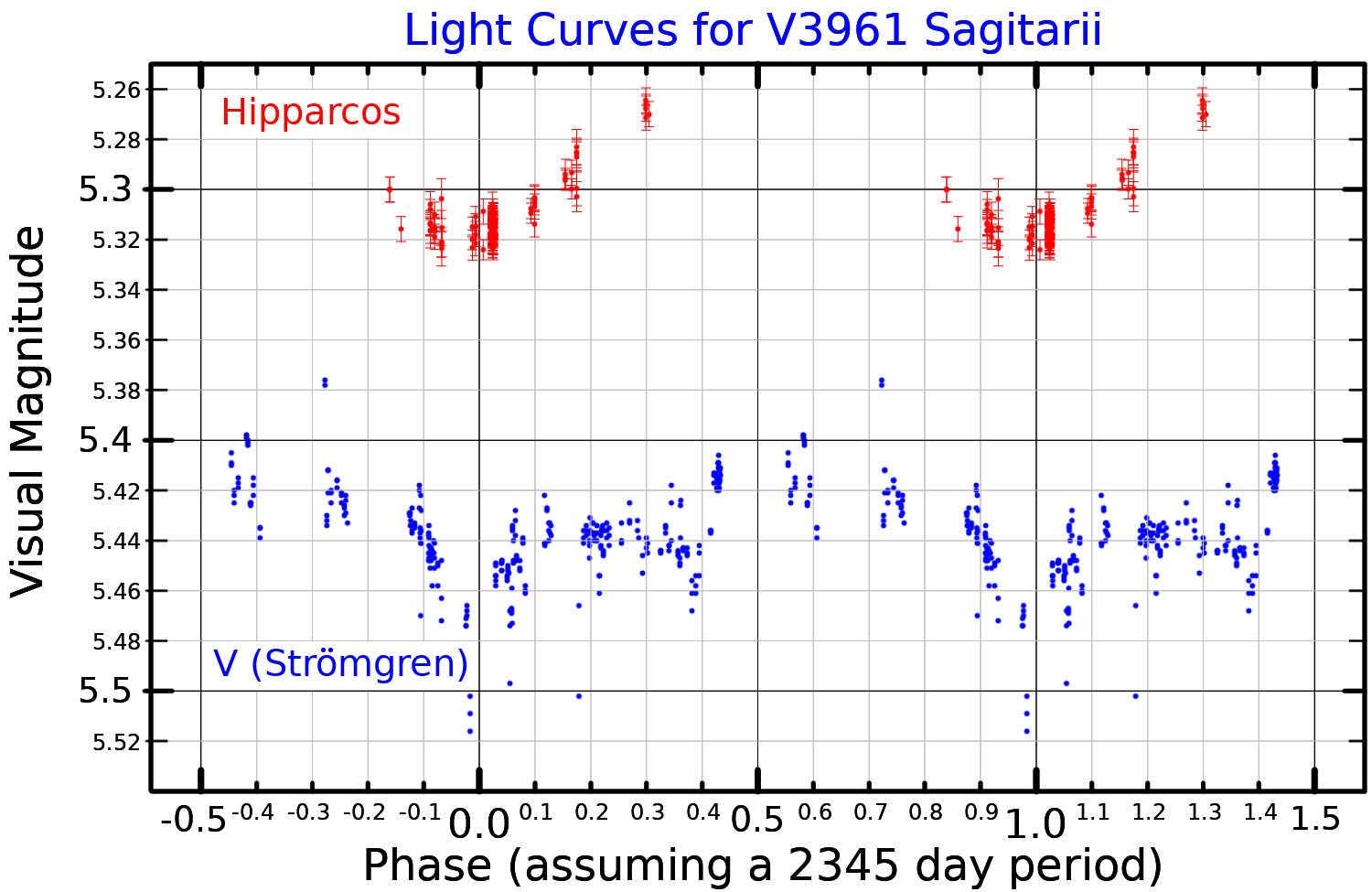
Frecuencia de luz del V3961

V3961 Sagittarii (V3961 Sgr / HD 187474 / HR 7552) es una estrella en la constelación de Sagitario de magnitud aparente +5,32.
De tipo espectral A0pCrSr, tiene una temperatura de 9260 K y una luminosidad 82 veces mayor que la luminosidad solar.
Se encuentra a 339 años luz del sistema solar.
Clasificada como variable Alfa2 Canum Venaticorum, V3961 Sagittarii pertenece a un grupo de estrellas de lenta rotación, siendo su período de rotación extraordinariamente largo, en torno a los 2300 días (aproximadamente 6,3 años); dicho período ha sido calculado a partir de mediciones del campo magnético longitudinal y confirmado por observaciones fotométricas.
El brillo de V3961 Sagittarii varía 0,06 magnitudes a lo largo del ciclo de 2300 días, excepcionalmente largo dentro de las variables Alfa2 Canum Venaticorum, cuyos períodos típicos van de 0,5 a 160 días.
Las líneas espectrales de cromo, manganeso, hierro, silicio, neodimio y praseodimio varían de forma notable conforme la estrella gira. Se ha encontrado que el dipolo magnético está desplazado respecto al centro de la estrella 0,055 veces el radio estelar, siendo el tamaño del dipolo 0,035 veces el radio estelar.
V3961 Sagittarii es una binaria espectroscópica con un período orbital de 690 días. Es notable que el periodo de rotación es mucho más largo que el período orbital.